# Helado de pistacho

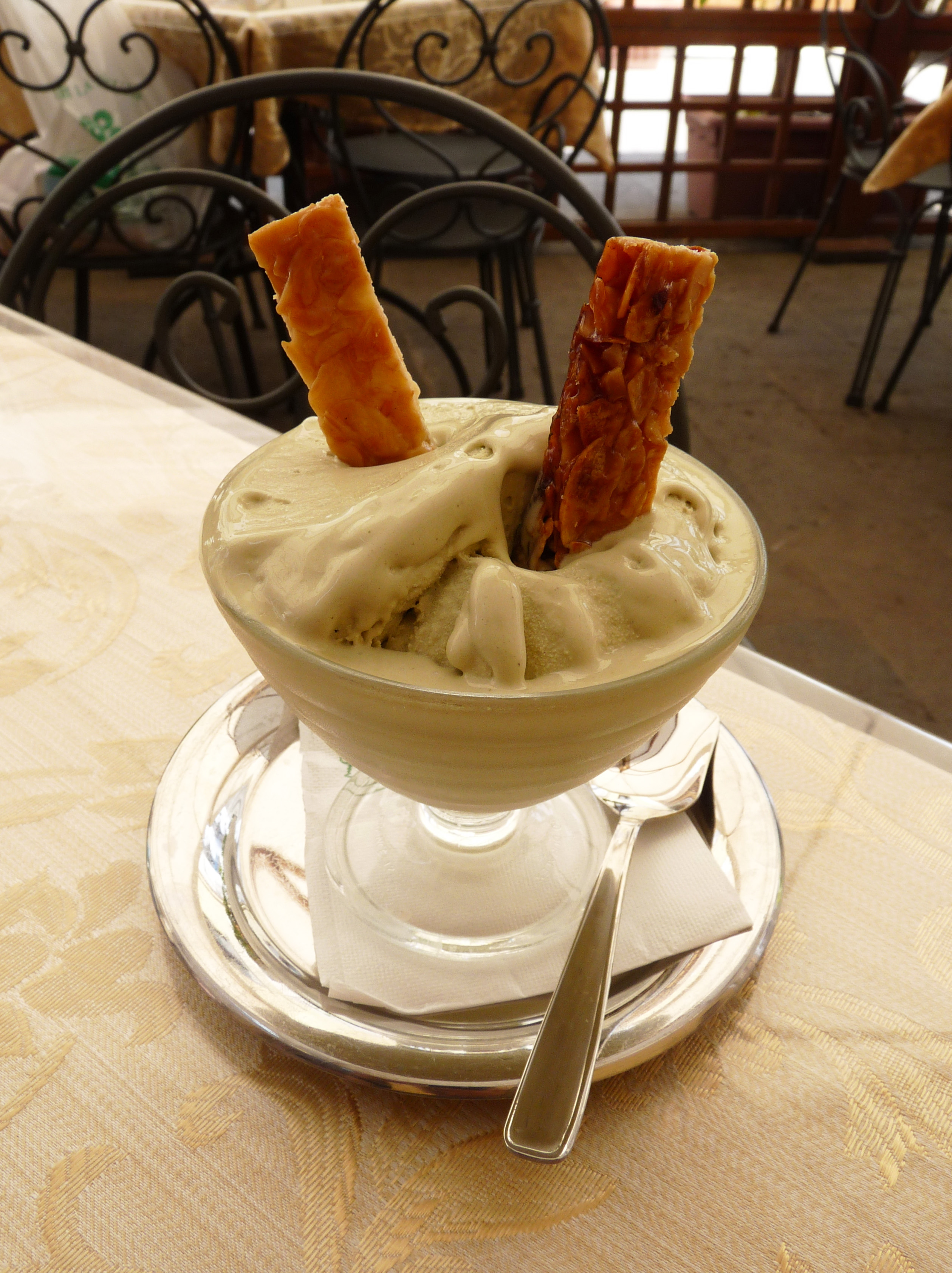
Helado de pistacho hecho en Lipari, en las Islas Eolias de Sicilia

El helado de pistacho es un helado hecho a partir del fruto seco del mismo nombre. Es también un sabor de sorbete y gelato. El spumoni tiene una capa de pistacho. Posee un color verde muy claro.
En la heladería Bakdash, del casco viejo de Damasco (Siria), es típico el postre buẓa, un helado cubierto de pistacho. Tiene una textura elástica hecha de mástique y salep y es famoso alrededor del mundo árabe. El distrito de Al Mina de Trípoli es conocido por sus helados que incluyen "ashta" con pistachos.
Es producido por muchas de las principales empresas heladeras como Häagen-Dazs o Ben & Jerry´s.

## Galería

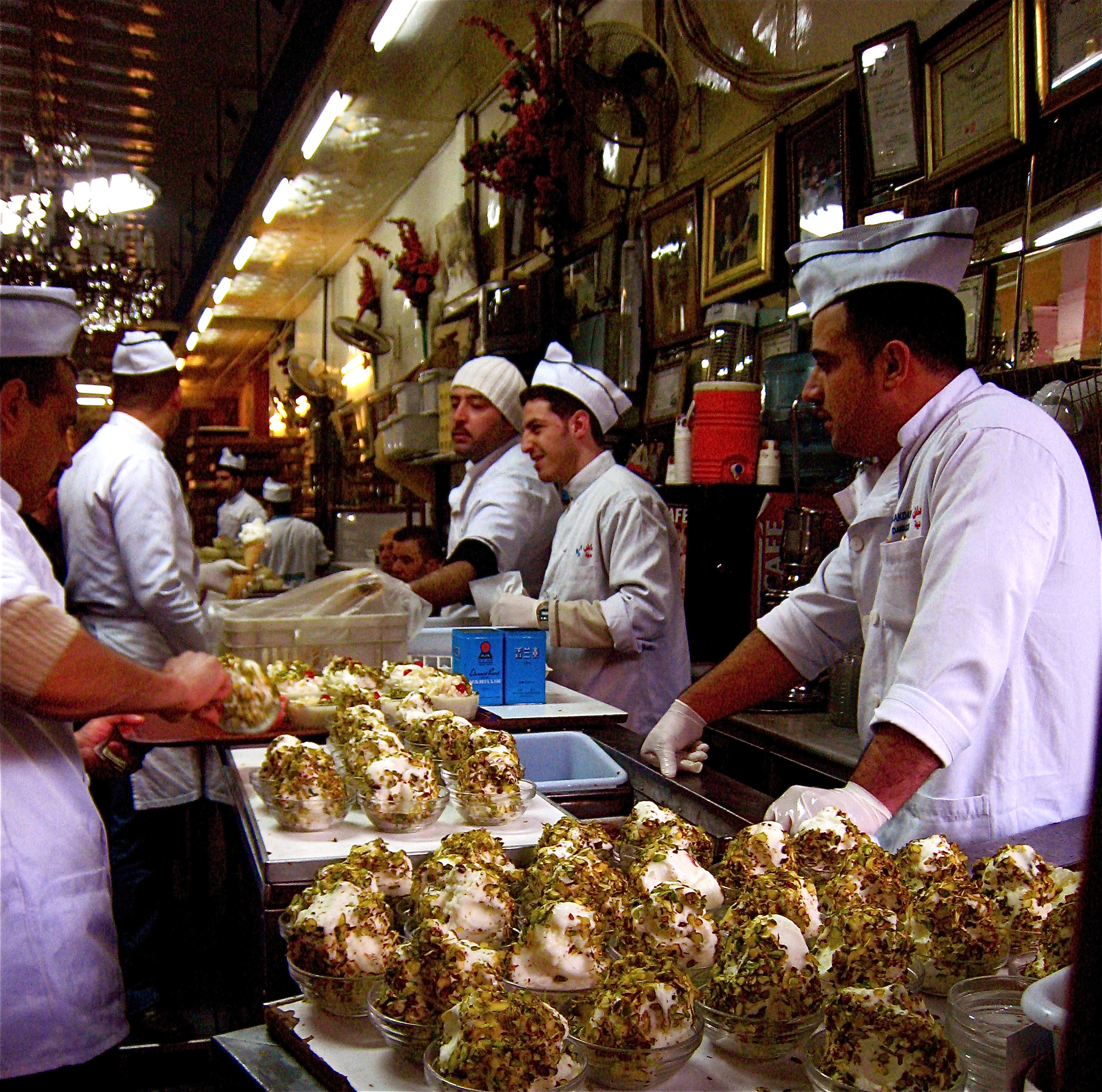
Bakdash, famosa heladería en el Zoco de Alhamidíe en la ciudad vieja de Damasco, Siria.
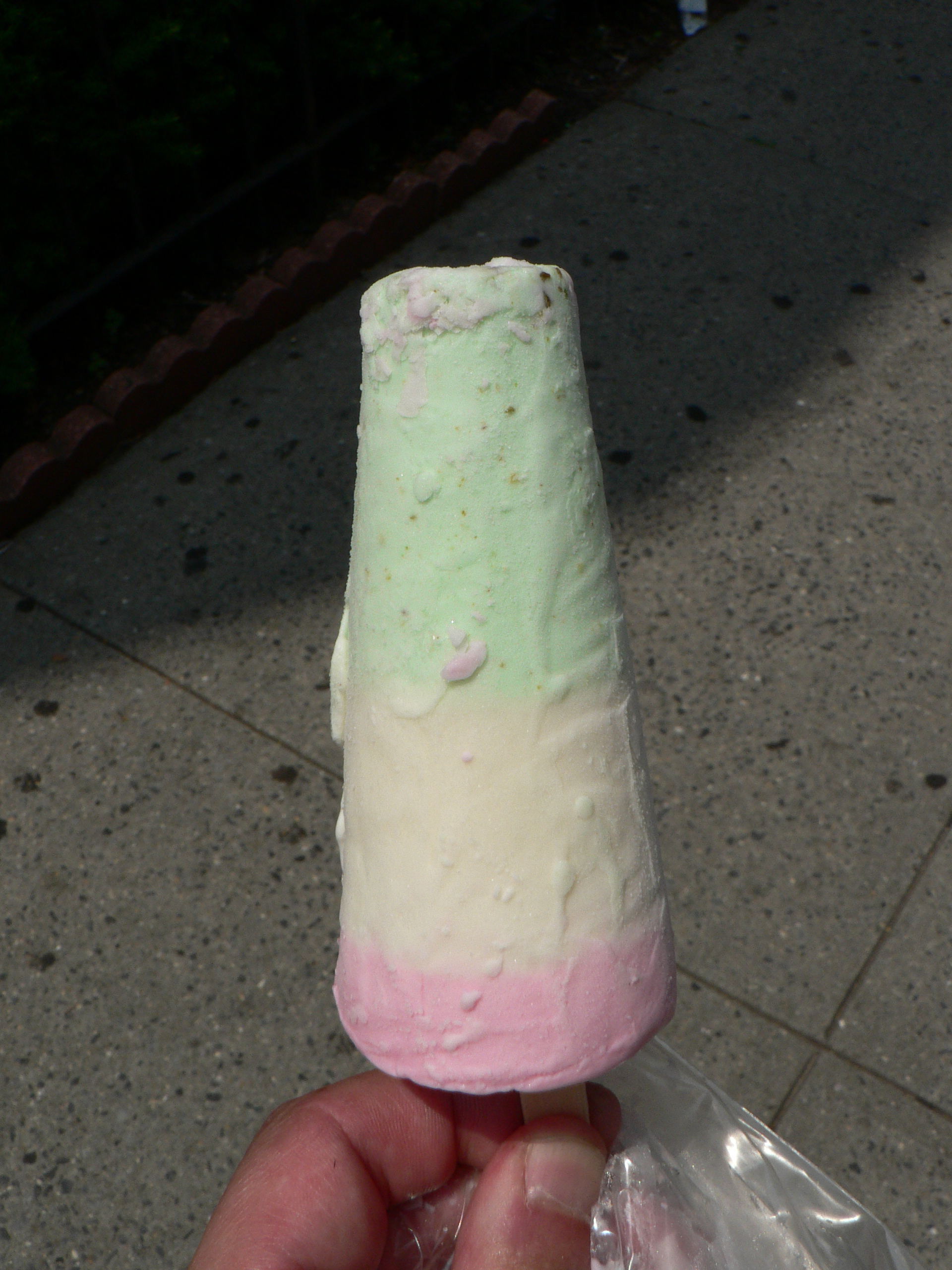
Kulfi de pistacho, vainilla y agua de rosas producido en el barrio de Jackson Heights en Nueva York.
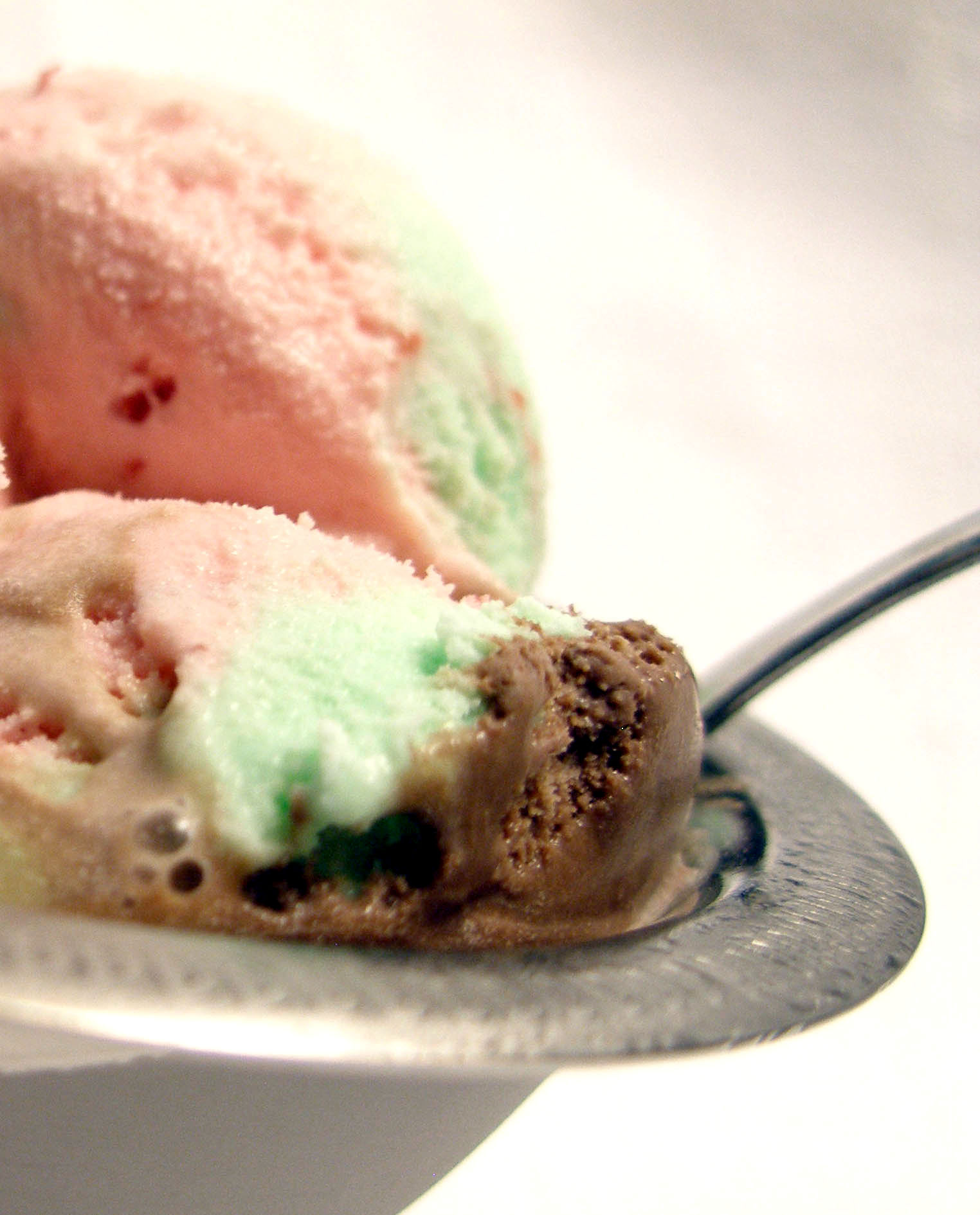
Un spumone que incluye una franja de helado de pistacho
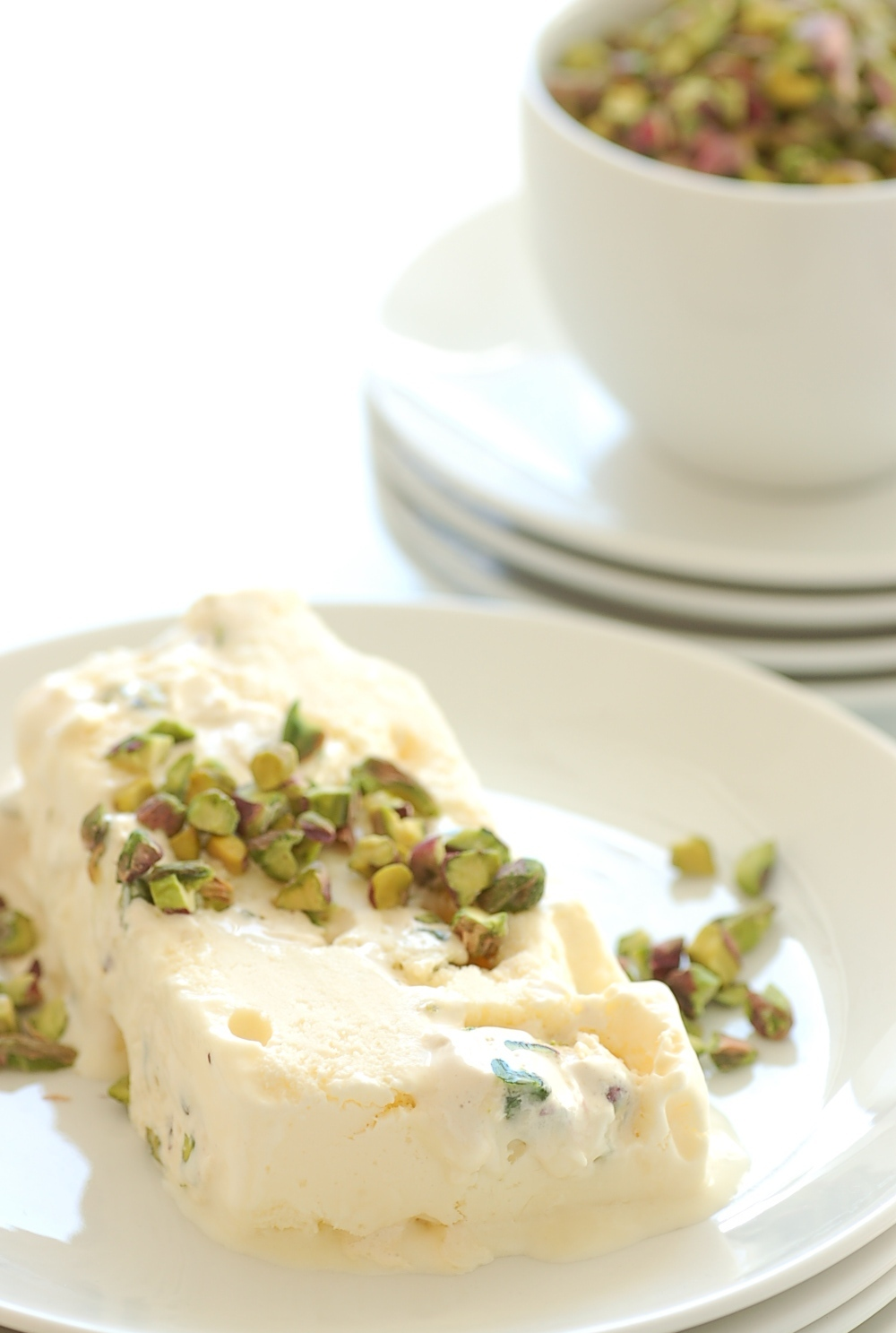
Nougat de pistacho
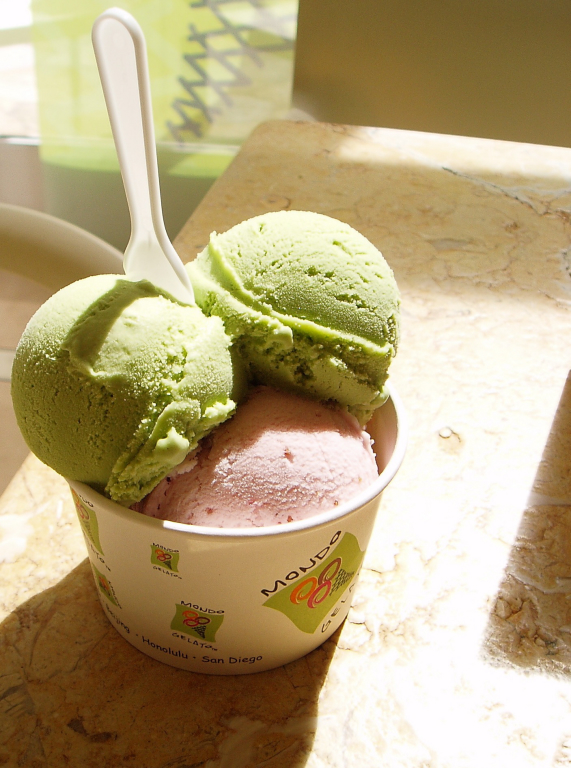
Helado de fresa y pistacho